# 酒井和夫
酒井 和夫（さかい かずお、1951年 - ）は、日本の精神科医。

## 略歴
東京都生まれ。1977年東京大学文学部（哲学、宗教学）卒業。1986年筑波大学医学部卒業。1989年同大学院医学研究科博士課程修了。「新宗教が精神衛生に関与する諸側面の実証的研究 一心霊主義団体の心霊治療を受ける精神障害者の動態」で医学博士。精神科医、精神科専門医、指導医、日本医師会認定産業医、臨床心理士。1996年ストレスケア日比谷クリニックを開設し院長。心身症、摂食障害、気分障害（うつ病）、統合失調症、発達障害、強迫性障害などに悩む患者の治療を専門としている。企業のメンタルヘルスに従事し、産業医またはメンタルヘルスアドバイザーとして活躍している。

## 取得特許
様々な精神障害を自然物（サプリメント）で治療する研究を行っている。その結果は、特許によって示されている。
- 特許第5856726号「衝動性疾患の改善剤」, 登録日2006/11/24

GPCで測定した重量平均分子量が90,000±10,000であり、数平均分子量が35,000±5,000のキトサン又はその塩を有効成分として含有することを特徴とする、境界性人格障害、情緒不安定型人格障害、挑戦的人格障害、行為障害、爆発性性格障害、間欠性爆発性障害、過食症及び買い物依存症からなる郡より選択される衝動性疾患の改善用医薬組成物
・2001年に論文として学会発表後、翌02年にアメリカで用途特許（「衝動性疾患の改善剤」US6495142）を取得している。
- 特許第5807018号「新規医薬組成物及びその使用」, 登録日2015/9/11

フェルラ酸、そのエステル、それらの薬理学的に許容される塩およびそれらの薬理学的に許容される溶媒和物からなる郡より選択される少なくとも1つの化合物のみからなる有効成分を含む、発達障害を治療または予防するための医薬組成物
- 特許第5856725号「うつ病治療用または予防用医薬組成物」, 登録日2015/12/18

ミミズ乾燥粉末を有効成分として含むことを特徴とする、うつ病を治療または予防するための医薬組成物

## 著書
- 『不眠症の治し方』フォー・ユー 1989
- 『「嘘」は人を幸せにする 精神医学が教える人生処方箋』主婦と生活社 (21世紀ポケット)1990
- 『今夜からぐっすり眠れます 深い短時間睡眠は、人生成功の秘訣』リヨン社 1992
- 『博士になる方法教えます』リヨン社 1994
- 『精神科医だからできること』リヨン社 1994
- 『分析・多重人格のすべて 知られざる世界の探究』リヨン社 1995
- 『分析・恐怖の洗脳テクニック 人格破壊とカルトの心理の探究』リヨン社 1995
- 『Dr.サカイの合格心理テスト マイナス性格をプラスに変えろ!』学習研究社 (大学受験ポケットシリーズ)1996
- 『ウソの研究 上手なウソのつき方教えます!』フォー・ユー 1996
- 『精神科って、どんなとこ? 疲れた心と体を癒すストレスクリニック』リヨン社 1997
- 『脳内薬品SSRI』リヨン社 1997
- 『いま、何故彼=マザコン=がモテはやされるのか』フォー・ユー 1997
- 『新しい脳内薬品とのつきあい方 16人の心のカルテ』リヨン社 1999
- 『ボケに効く快老薬品 日本人研究者が発見したボケの進行を遅らせる薬のすべて』リヨン社 2001
- 『嘘がつけないとウツになる!』2004 ベスト新書
- 『見抜かれないウソのつき方 デキる人ほど上手なウソをつく』インデックス・コミュニケーションズ 2006
- 『突然、感情を爆発させる人々』洋泉社 (新書y 2017

### 共著・監修
- 『こころの声に耳をすませば 精神科医とカウンセラーからのメッセージ』山賀邦子共著 リヨン社 1996
- 『依存症診断テスト』監修 ソフトマジック 2003
- 『ITエンジニアの「心の病」 技術者がとりつかれやすい30の疾患』立川秀樹共著 毎日コミュニケーションズ 2005
- 『バカの研究 偉大な"創造的バカ"のスゝメ!』出ナカな共著 フォー・ユー 2009

### 翻訳
- ジェイソン・モス, ジェフリー・コトラー『「連続殺人犯」の心理分析』小田晋監訳 講談社 2002